# Pupilla

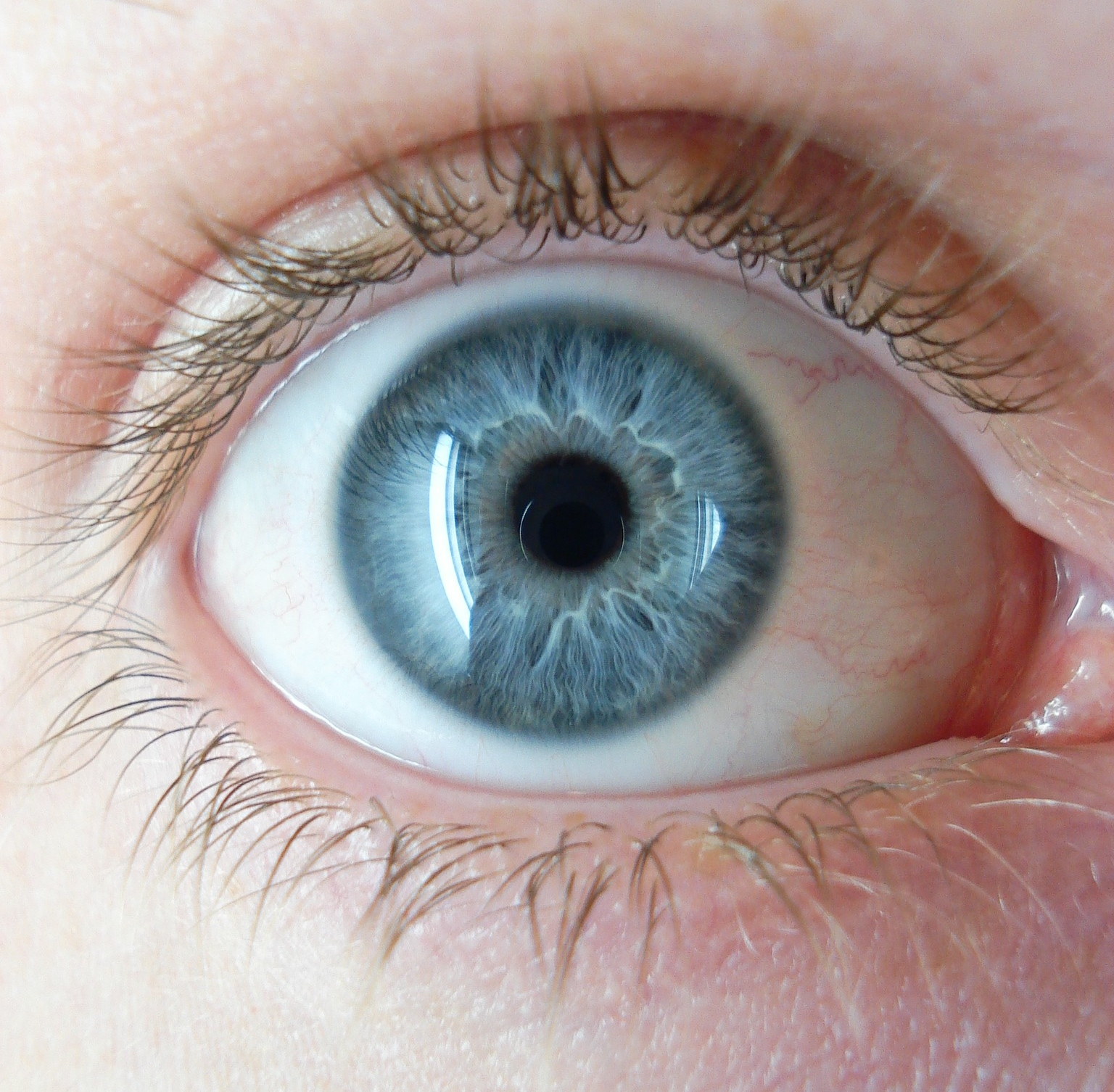
Kék szem

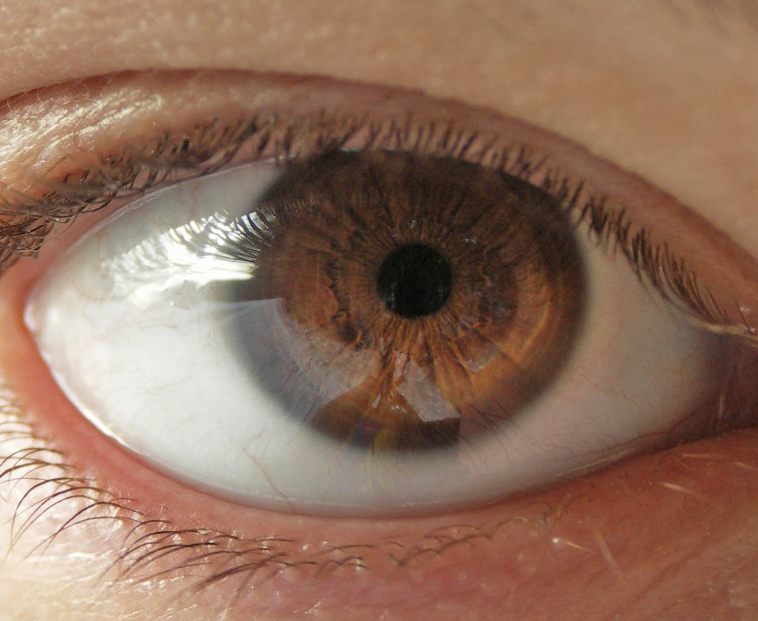
Barna szem

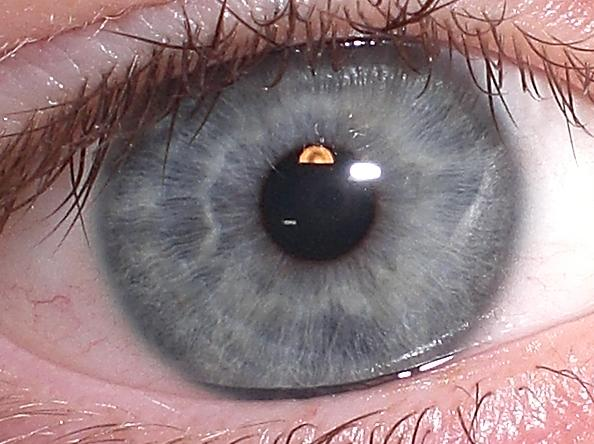
Szürke szem

A pupilla - ritkán használt magyar nevén szembogár a szivárványhártyán lévő, embernél kerek - nyílás, az érhártya egy sajátos lapos képződményének, a szivárványhártyának központi részén.

## Működése
Szerepe lényegében megegyezik a fényrekeszével, tehát élesebbé és megfelelő fényerejűvé teszi az ideghártyára (retina) vetülő képet.
Éjszaka amikor a legmélyebben alszik az ember, a pupillák jelentős mértékben összeszűkülnek. A Genfi Egyetem kutatói szerint a pupillák eme összeszűkülése közvetlen kapcsolatban áll az agynak a memóriáért felelős területével. Feltevésük szerint a pupillák záródása egyfajta plusz védelmet jelent az agy számára a külső fényhatások ellen, melyek megzavarhatnák az emlékek rögzítésének, feldolgozásának menetét.

## Szemszín
A szivárványhártya állományában pigmentsejtek vannak, amelyek meghatározzák a szem színét.
A benne lévő sajátos izmok - amelyek egy része hám eredetű - a pupilla tágítására és szűkítésére szolgálnak, amivel szabályozzák a szembe jutó fény mennyiségét, ezzel elősegítik a szem alkalmazkodását a változó fényviszonyokhoz.

## Beidegzése

Pupilla tágulása és szűkülése, animáció

Beidegzése kettős, és az autonóm idegrendszerből származik. A szimpatikus idegrendszer izgalma a pupilla kitágulásához, míg a paraszimpatikus izgalom a pupilla szűküléséhez vezet. Ezek a hatások megfelelő gyógyszerek alkalmazásakor is bekövetkeznek. A pupilla szépészeti szempontból sem elhanyagolható - ami teljesen jogos -, de ezzel időnként a hölgyek (saját magukra!) is nagyon káros dolgokra is képesek voltak (pl.: pupillatágító gyógyszerek).
A kettős beidegzés miatt a pupilla tágulása vagy szűkülése jól jelez számos, az emberben zajló folyamatot. Tágulással reagál a pupilla például az erős pozitív érzelmekre, szexuális fűtöttségre, fájdalomra vagy intenzív agyi tevékenységre. Összeszűkül a negatív érzelmekre, undorra, utálatra vagy agyi túlterhelésre. Ezeket a jelzéseket a pszichológiától a marketingig számos tudományág ismeri és hasznosítja.

## Lásd még
- Emberi szem
- Szemszín
- Szivárványhártya